# Breuchin
Breuchin – rzeka we Francji, przepływająca przez teren departamentu Górna Saona, o długości 44,2 km. Stanowi dopływ rzeki Lanterne.